# Hřib (Suillellus)
Hřib (Suillellus) je rod stopkovýtrusných hub z čeledi hřibovitých. Popsal jej v roce 1909 americký mykolog William Alphonso Murrill, za typový druh stanovil hřib koloděj (Suillellus luridus), který byl původně popsán jako druh rodu Boletus. Murrill později do rodu Suillellus přeřadil i několik dalších druhů. Jeho pojetí ale nebylo příliš široce akceptováno. Rehabilitovali jej v roce 2014 na základě biomolekulárních analýz italští mykologové, kteří do rodu přesunuli i některé další druhy z rodu Boletus (konkrétně ze sekce Luridi, respektive Luridi a Erythropodes).

## Seznam druhů
| obrázek                | český název       | odborný název            | výskyt     | galerie                                                 | pozn. |
| ---------------------- | ----------------- | ------------------------ | ---------- | ------------------------------------------------------- | ----- |
| Suillellus luridus     | hřib koloděj      | Suillellus luridus       | Evropa     | Kategorie „Suillellus luridus“ na Wikimedia Commons     |       |
| Suillellus comptus     | hřib kolodějovitý | Suillellus comptus       | Evropa     | Kategorie „Suillellus comptus“ na Wikimedia Commons     | [ 1 ] |
| Suillellus queletii    | hřib Quéletův     | Suillellus queletii      | Evropa     | Kategorie „Suillellus queletii“ na Wikimedia Commons    | [ 1 ] |
| Suillellus mendax      | hřib              | Suillellus mendax        | Evropa     | Kategorie „Suillellus mendax“ na Wikimedia Commons      | [ 1 ] |
|                        |                   | Suillellus adonis        | Evropa     |                                                         | [ 1 ] |
| Suillellus amygdalinus |                   | Suillellus amygdalinus   | S. Amerika | Kategorie „Suillellus amygdalinus“ na Wikimedia Commons | [ 1 ] |
|                        |                   | Suillellus atlanticus    | Evropa     |                                                         | [ 1 ] |
| Suillellus floridanus  |                   | Suillellus floridanus    | S. Amerika | Kategorie „Suillellus floridanus“ na Wikimedia Commons  |       |
|                        |                   | Suillellus hypocarycinus | S. Amerika |                                                         |       |
|                        |                   | Suillellus luridiceps    | S. Amerika |                                                         |       |
|                        |                   | Suillellus pictiformis   | S. Amerika |                                                         |       |